# Episodi di Ally McBeal (terza stagione)
La terza stagione della serie televisiva Ally McBeal è stata trasmessa per la prima volta negli USA su Fox dal 25 ottobre 1999 al 22 maggio 2000.
In Italia è stata invece trasmessa in prima visione da Canale 5 dal 4 settembre 2001 al 16 settembre 2002.
| nº | Titolo originale                 | Titolo italiano         | Prima TV USA     | Prima TV Italia   |
| -- | -------------------------------- | ----------------------- | ---------------- | ----------------- |
| 1  | Car Wash                         | Sesso occasionale       | 25 ottobre 1999  | 4 settembre 2001  |
| 2  | Buried Pleasures                 | Sogni proibiti          | 1º novembre 1999 | 5 settembre 2001  |
| 3  | Seeing Green                     | Le visioni di Ally      | 8 novembre 1999  | 6 settembre 2001  |
| 4  | Heat Wave                        | Brivido caldo           | 15 novembre 1999 | 7 settembre 2001  |
| 5  | Troubled Water                   | Affari di famiglia      | 22 novembre 1999 | 10 settembre 2001 |
| 6  | Changes                          | Cambiamenti             | 29 novembre 1999 | 11 settembre 2001 |
| 7  | Saving Santa                     | Salvate Santa Claus     | 13 dicembre 1999 | 12 settembre 2001 |
| 8  | Blue Christmas                   | Un bambino per Elaine   | 20 dicembre 1999 | 13 settembre 2001 |
| 9  | Out in the Cold                  | Un amore impossibile    | 10 gennaio 2000  | 14 settembre 2001 |
| 10 | Just Friend                      | Semplici amici          | 17 gennaio 2000  | 12 agosto 2002    |
| 11 | Over the Rainbow                 | Giorgia contro tutti    | 7 febbraio 2000  | 12 agosto 2002    |
| 12 | In Search of Pygmies             | In cerca di Pigmei      | 14 febbraio 2000 | 19 agosto 2002    |
| 13 | Pursuit of Loneliness            | Differenze di classe    | 21 febbraio 2000 | 19 agosto 2002    |
| 14 | The Oddball Parade               | Una sfilata particolare | 28 febbraio 2000 | 26 agosto 2002    |
| 15 | Prime Suspect                    | L'indiziato             | 20 marzo 2000    | 26 agosto 2002    |
| 16 | Boy Next Door                    | Per sempre              | 27 marzo 2000    | 2 settembre 2002  |
| 17 | I Will Survive                   | La vita va avanti       | 17 aprile 2000   | 2 settembre 2002  |
| 18 | Turning Thirty                   | La fatidica data        | 1º maggio 2000   | 9 settembre 2002  |
| 19 | Do You Wanna Dance?              | Qualcosa di nuovo       | 8 maggio 2000    | 9 settembre 2002  |
| 20 | Hope and Glory                   | Tradimento              | 15 maggio 2000   | 16 settembre 2002 |
| 21 | Ally McBeal: The Musical, Almost | The musical             | 22 maggio 2000   | 16 settembre 2002 |

## Sesso occasionale
- Titolo originale: Car Wash
- Diretto da: Billy Dickson
- Scritto da: David E. Kelley

### Trama
Dopo aver persuaso un prete a sposare una giovane coppia, anche se la donna aveva passato la notte prima del matrimonio con un altro uomo, Ally rimane senza parole quando capisce di conoscere il fidanzato della donna in questione. Nel frattempo, Cage si preoccupa quando non può più accedere alla sua fonte di ispirazione: Barry White.
- Guest star: Jason Gedrick (Joel), Tracy Middendorf (Risa Helms), Albert Hall (giudice Seymore Walsh), Ray Walston (pastore Breyer), Dyan Cannon (Jennifer 'Whipper' Cone).

## Sogni proibiti
- Titolo originale: Buried Pleasures
- Diretto da: Mel Damski
- Scritto da: David E. Kelley

### Trama
Billy e Renee si confrontano in tribunale, in una causa di molestie sessuali, mentre Ling porta a cena Ally per parlare di un suo sogno molto erotico. Dopo aver sentito Nelle discutere la sua fantasia masochista, Cage decide di...aiutarla trasformando il sogno in realtà.
- Guest star: Heidi Mark (Alice Gaylor), Dee Wallace Stone (Gail Clarkson), Paula Newsome (Phyllis Butters), Michael Kagan (Robert Perry).

## Le visioni di Ally
- Titolo originale: Seeing Green
- Diretto da: Peter MacNicol
- Scritto da: David E. Kelley

### Trama
Le allucinazioni di Ally peggiorano quando si innamora del suo immaginario Al Green. Billy si unisce a un gruppo di auto-aiuto per uomini che vogliono lavorare sul loro sciovinismo.
- Guest star: Betty White (dottoressa Shirley Flott), Gerry Becker (avvocato Myron Stone), Nicki Aycox (Kim Puckett), Holmes Osborne (preside Figgins), Brad Wilson (Harold).

## Brivido caldo
- Titolo originale: Heat Wave
- Diretto da: Alex Graves
- Scritto da: David E. Kelley

### Trama
Ally viene citata in giudizio da Risa, la donna alla quale ha distrutto il matrimonio nell'apertura della stagione. Billy decide di tingersi i capelli e di assumere una nuova e bellissima assistente.
- Guest star: Gina Philips (Sandy Hingle), Aaron Lustig (avvocato Bowe), James Naughton (George McBeal), Jason Gedrick (Joel), Tracy Middendorf (Risa Helms), Gerry Becker (avvocato Myron Stone), Brad Wilson (Harold), Dyan Cannon (Jennifer 'Whipper' Cone).

## Affari di famiglia
- Titolo originale: Troubled Water
- Diretto da: Joanna Kerns
- Scritto da: David E. Kelley

### Trama
Billy impazzisce completamente il giorno prima del Ringraziamento, portando Georgia a baciare "George" al bar. Ally invita i suoi amici e la sua famiglia a casa sua per una cena festiva. "George" si rivela essere il padre di Ally. Gli altri ospiti di Ally sono costretti ad uscire dal suo appartamento per finire la cena a casa di Fish.
- Guest star: Gina Philips (Sandy Hingle), James Naughton (George McBeal), Jill Clayburgh (Jeannie McBeal), Tracey Ullman (dottoressa Tracey Clark), Dyan Cannon (Jennifer 'Whipper' Cone).

## Cambiamenti
- Titolo originale: Changes
- Diretto da: Arlene Sanford
- Scritto da: David E. Kelley

### Trama
Billy e Cage rappresentano Robin Jones, una donna sexy di mezza età che fa causa ai suoi dipendenti per molestie sessuali. Robin afferma che lo staff della sua rivista ha avuto un "malato", ritardando la pubblicazione di maggio perché non volevano lavorare per una "ninfa". Richard e Ling si lasciano ufficialmente. Quando perdono la causa, Billy e Robin discutono sui suoi principi sciovinisti, ma risolvono la questione con un bacio, mentre Georgia si avvicina al duo.
- Guest star: Gina Philips (Sandy Hingle), Dan Butler (avvocato Bender), Andy Umberger (signor Fordham), Drew Snyder (Hughes), Farrah Fawcett (Robin Jones).

## Salvate Santa Claus
- Titolo originale: Saving Santa
- Diretto da: Rachel Talalay
- Scritto da: David E. Kelley

### Trama
Il primo caso che Georgia porta al nuovo studio di Renee la mette contro Cage e Fish. Georgia difende Newman's, un grande magazzino di lusso contro Steve Mallory, che impersona Babbo Natale nel centro commerciale da 17 anni. Cage rappresenta Mallory, che sostiene di essere stato licenziato ingiustamente perché Newman vuole un Babbo Natale più giovane e magro. Ally riunisce Georgia e Billy per parlare, e Billy vede che vuole indietro Georgia. Ma Georgia non è così desiderosa di sistemare le cose.
- Guest star: Albert Hall (giudice Seymore Walsh), Gina Philips (Sandy Hingle), Jim O'Heir (Steve Mallory), Lenny Wolpe (James Russell), John Short (Larry), Vicki Lawrence (Dana).

## Un bambino per Elaine
- Titolo originale: Blue Christmas
- Diretto da: Jonathan Pontell
- Scritto da: David E. Kelley

### Trama
Elaine trova un bambino in un presepe e vuole tenerlo, quindi convince Cage e Ally a rappresentarla in una battaglia per la custodia. Billy cerca di sistemare le cose con Georgia. Dopo non essere riuscita a convincere gli altri che può essere sexy, Ally fa una memorabile performance di "Santa Baby" alla festa di Natale.
- Guest star: Gerry Becker (avvocato Myron Stone), Brad Wilson (Harold), Gina Philips (Sandy Hingle), Wendy Worthington (Margaret Camaro), Robert Curtis Brown (avvocato McCabe), Aloma Wright (giudice Aloma Harris), Linda Pine (Lynn Hart).

## Un amore impossibile
- Titolo originale: Out in the Cold
- Diretto da: Dennie Gordon
- Scritto da: David E. Kelley (sceneggiatura); David E. Kelley e Josh Caplan (soggetto)

### Trama
Ally fa amicizia con un senzatetto, uno scrittore che fa ricerche sui senzatetto. Ling viene arrestata per aver gestito un bordello quando una delle sue escort fa sesso con un liceale. Billy assume sei delle escort di Ling come sue assistenti. Cage e Nelle litigano dopo che lei scopre che una volta aveva assunto una escort.
- Guest star: Albert Hall (giudice Seymore Walsh), Ted Marcoux (Lewis Walters), Austin Tichenor (viceprocuratore distrettuale Tisbury), Frederick Koehler (Marcus), Alex Hyde-White (collega di Lewis).

## Solo amici
- Titolo originale: Just Friends
- Diretto da: Michael Schultz
- Scritto da: David E. Kelley

### Trama
Ally fa un sogno romantico su Cage e si sveglia pensando che potrebbe essere l'uomo giusto per lei. Quando finalmente trova il coraggio di dirglielo, lui ammette che spesso ha pensato che lei potesse essere la donna giusta per lui. Elaine va ad un appuntamento con un bravo ragazzo solo per scoprire che lui le ha chiesto di uscire solo perché il suo amico gli ha detto che era una tipa facile. Georgia consegna a Billy i documenti per il divorzio, con Renee che accetta di rappresentarla.
- Guest star: Gina Philips (Sandy Hingle), Carlos Jacott (Bob).

## Giorgia contro tutti
- Titolo originale: Over the Rainbow
- Diretto da: Alan Myerson
- Scritto da: David E. Kelley

### Trama
Georgia incolpa Cage & Fish per il nuovo Billy e fa causa allo studio per la rottura del loro matrimonio. Quando Richard e John vengono chiamati lascivi, John perde le staffe. Ma quando John va sul banco dei testimoni per la causa di Georgia, Billy difende sua moglie, Ally si indigna e Richard si rattrista che il suo studio sia pieno di rabbia e amarezza invece che di divertimento.
- Guest star: Curtis Armstrong (Tiny Tim Fallow), Roy Brocksmith (giudice Raymond Norway).

## In cerca di Pigmei
- Titolo originale: In Search of Pygmies
- Diretto da: Arvin Brown
- Scritto da: David E. Kelley (sceneggiatura); David E. Kelley e Josh Caplan (soggetto)

### Trama
Ally tampona un ragazzo con l'auto pur di avere un appuntamento con lui, ma le cose non vanno bene e lui le fa causa. Richard scopre il segreto di Ling che fa volontariato in una casa di cura. Il suo vecchietto preferito, Marty, potrebbe essere sfrattato; John, Richard e Ling cercano di difenderlo, ma il caso e le sue conseguenze diventano troppo personali per essere gestiti da Ling. Il direttore è deciso a sfrattare Marty perché trova che la sua fervida immaginazione sia troppo nociva per gli altri residenti. Mentre Ling cerca di capire se il suo amico crede veramente nel suo mondo fittizio o fa finta di crederci, Marty ha un'allucinazione che porta a un esito fatale.
- Guest star: Craig Bierko (Dennis Martin), Raphael Sbarge (avvocato), Lillian Adams (Marion), Annie Abbott (Lucy Taylor), Harper Roisman (Randall), Orson Bean (Marty Brigg), Albert Hall (giudice Seymore Walsh).

## Differenze di classe
- Titolo originale: Pursuit of Loneliness
- Diretto da: Jonathan Pontell
- Scritto da: David E. Kelley

### Trama
Ally è perseguitato da Hammond, il cameriere della sua caffetteria. Ally snobba Hammond, solo per entrare in corte d'appello e scoprire che è uno dei giudici che presiede il suo caso. Quando Ally è scortese con lui in tribunale, lui la getta in prigione per disprezzo. John teme che Nelle sia una snob e Billy finalmente bacia la sua assistente Sandy.
- Guest star: Rosemary Forsyth (onorevole di giustizia Martha Graves), Mark Feuerstein (onorevole di giustizia Hammond Dearing), Gina Philips (Sandy Hingle).

## Una sfilata particolare
- Titolo originale: The Oddball Parade
- Diretto da: Bryan Gordon
- Scritto da: David E. Kelley

### Trama
Cage e Fish rappresentano un gruppo di stravaganti licenziati dai loro lavori. Un cliente è un travestito, uno ha il disturbo ossessivo compulsivo, uno è un po' stupido e nerd e uno è obeso. Ally ed Elaine partecipano a una gara di ballo in cui il vincitore può esibirsi come una delle ballerine di supporto di Tina Turner al bar. Billy e Ally accettano di riaccendere la loro amicizia.
- Guest star: Albert Hall (giudice Seymore Walsh), Davenia McFadden (assistente di Tina Turner), Mark L. Taylor (Joel Schofield), Anthony Anderson (Matthew Vault), Eddie Kehler (Paul Potts), Cheryl Hawker (Mindy Platt), Bob Clendenin (Benjamin Winter), Steven Culp (avvocato Dixon), Gina Philips (Sandy Hingle).

## L'indiziato
- Titolo originale: Prime Suspect
- Diretto da: Rachel Talalay
- Scritto da: David E. Kelley

### Trama
Il cliente "strano" di Cage viene accusato di aver ucciso il suo vecchio capo e l'azienda viene coinvolta nel loro primo processo per omicidio. Ally interpreta il ruolo di detective e va a curiosare quando le cose nel caso diventano tristi.
- Guest star: Albert Hall (giudice Seymore Walsh), Gina Philips (Sandy Hingle), Anthony Anderson (Matthew Vault), Eddie Kehler (Paul Potts), Cheryl Hawker (Mindy Platt), Bob Clendenin (Benjamin Winter), Marguerite MacIntyre (Deborah Schofield), Christine Tucci (Nancy Raleigh Sicland), Jenny Gago (dottoressa Lisa Pontes), Roshumba Williams (donna del sogno).

## Per sempre
- Titolo originale: Boy Next Door
- Diretto da: Jack Bender
- Scritto da: David E. Kelley

### Trama
Nelle rompe con John mentre è bloccato in un ascensore. Billy rappresenta una donna in una causa di annullamento il cui marito vuole uscire dal matrimonio. Il caso viene sviato quando Billy rivela la verità sulla sua salute: ha un tumore al cervello. Durante la sua arringa finale rivela in tribunale che è ancora e sarà sempre innamorato di Ally.
- Guest star: Gina Philips (Sandy Hingle), Roy Brocksmith (giudice Raymond Norway), Steven Culp (avvocato Dixon), Jay Karnes (Simon Prune), Kimberley Davies (Angela Prune), Dyan Cannon (Jennifer 'Whipper' Cone), Harrison Page (reverendo Mark Newman), Clyde Kusatsu (dottor Myron Okubo).

## La vita va avanti
- Titolo originale: I Will Survive
- Diretto da: Barnet Kellman
- Scritto da: David E. Kelley

### Trama
Mentre è in lutto per Billy, Gloria Gaynor insegue Ally cantando I Will Survive. Ally e Ling rappresentano una donna che ha picchiato a morte il marito traditore con la sua protesi alla gamba. Fish chiama un nuovo avvocato e lo assegna al caso di Ally.
- Guest star: Gloria Gaynor (se stessa), Valerie Mahaffey (dottoressa Sally Muggins), Loretta Devine (Nora Mills), Gibby Brand (giudice William McGough), Phill Lewis (procuratore distrettuale Kessler), Shea Farrell (assistente medico ospedaliero), Amanda Donohoe (Marianne Holt), James LeGros (Mark Albert).

## La fatidica data
- Titolo originale: Turning Thirty
- Diretto da: Jeannot Szwarc
- Scritto da: David E. Kelley e Jill Goldsmith

### Trama
Lo studio legale difende una donna accusata di aver ucciso il marito, 89 anni, soffocandolo con il seno. Ally si sente sola il giorno del suo trentesimo compleanno, così va in chiesa per trovare Dio, ma invece trova un reverendo di nome Newman, un po' arrabbiato con le donne che si rivolgono a Dio solo per le relazioni.
- Guest star: Albert Hall (giudice Seymore Walsh), Harrison Page (reverendo Mark Newman), Jennifer Holliday (Lisa Knowles), Cindy Ambuehl (Lorna Flood), Vasili Bogazianos (procuratore distrettuale Chase), James LeGros (Mark Albert).

## Qualcosa di nuovo
- Titolo originale: Do You Wanna Dance?
- Diretto da: Michael Lange
- Scritto da: David E. Kelley

### Trama
Ally si impegna nel sesso virtuale. Su suggerimento di Renee, Ally cerca di organizzare un incontro. Dopo aver visto Brian, l'avvocato avversario in un caso che lei e Mark stanno affrontando, è immediatamente attratta da lui. Ally è nei guai quando si rende conto di aver chattato con un adolescente minorenne.
- Guest star: Jonathan Taylor Thomas (Chris Emerson), Albert Hall (giudice Seymore Walsh), Tim Dutton (Brian Selig), James Denton (Jimmy Bender), Thomas McCarthy (Peter Hanks), Claire Rankin (Susan Hanks), Alicia Rene Washington (viceprocuratrice distrettuale), Holland Taylor (giudice Roberta Kittleson), James LeGros (Mark Albert).

## Tradimento
- Titolo originale: Hope and Glory
- Diretto da: Mel Damski
- Scritto da: David E. Kelley

### Trama
Nelle progetta di lasciare Cage & Fish per avviare il proprio studio legale, lasciando Richard e John furiosi. Elaine accetta l'offerta di Nelle di lasciare l'azienda. Ally esce con Brian Selig.
- Guest star: Albert Hall (giudice Seymore Walsh), Tim Dutton (Brian Selig), Alicia Witt (Hope Mercey), Mary Pat Green (giudice Julia 'Bulldog' Brattle), Allen Williams (Milton Meyers), James LeGros (Mark Albert).

## The musical
- Titolo originale: Ally McBeal: The Musical, Almost
- Diretto da: Bill D'Elia
- Scritto da: David E. Kelley

### Trama
Ally porta Brian a cena dai suoi genitori. Nelle dice al suo avvocato, Hope, che pensa di aver commesso un errore lasciando lo studio e vuole tornare indietro. Renee canta il blues al bar. Il giorno seguente la madre di Ally le fa visita e le dice di aver ferito i sentimenti di suo padre durante la cena della sera prima.
- Guest star: James Naughton (George McBeal), Jill Clayburgh (Jeannie McBeal), Tim Dutton (Brian Selig), Alicia Witt (Hope Mercey), James LeGros (Mark Albert).